# Jászkarajenő
Jászkarajenő község Pest vármegyében, a Ceglédi járásban.

## Fekvése
Pest vármegye déli csücskében helyezkedik el, határos Jász-Nagykun-Szolnok és Bács-Kiskun vármegyével is. Egyike azon jász településeknek, amelyek nem Jász-Nagykun-Szolnok vármegyéhez tartoznak. A település Szolnok és Cegléd között van, közel a Tisza mentén kialakult üdülő-övezethez (Tiszakécske, Kerekdomb, Tősfürdő-Lakitelek)

### Megközelítése
A település közúton három irányból közelíthető meg: Cegléd felől Törtelen és Kőröstetétlenen át a 4609-es úton, Tiszakécske irányából a 4615-ös úton, keleti szomszédja, Tiszajenő felől pedig szintén a 4609-esen. Közigazgatási területének nyugati részét egy szakaszon érinti a Nagykőrös–Szolnok közti 4613-as út is, de belterületeit az elkerüli.
Vasútvonalak nem érintik Jászkarajenőt, a legközelebbi vasúti megállási pont a Tiszajenő központjának északi részén, körülbelül 5 kilométerre fekvő Tiszajenő-Vezseny megállóhely.

## Története
A Jászkarajenő lakottságára vonatkozó legkorábbi nyomok a kora vaskorra nyúlnak vissza.
A település két pusztából: Karából és Jenőből alakult. Kara eredetileg a Jászalsószentgyörgyieknek, Jenő pedig a Földváry családnak volt a pusztája. Az utóbbi Cibakházához tartozott. A község területe a 13. században a kunoknak jutott osztályrészül. Valószínűleg Kara is valamelyik kun nemzetségfőtől kapta a nevét. Kara kun község lakóit 1223-ban keresztelte meg Róbert esztergomi érsek. Jenő község 1375-től szerepel az oklevelekben. Az 1850-es években e két puszta egyesüléséből község keletkezett, mely Karának a jászfényszarúsiaktól bírt másik felét is magához vonta.
Kara község a 16. században az egri vár tartozéka volt. A törökdúlás után elpusztult, a pusztát 1730-ig Nagykőrös bérelte, majd Jászalsószentgyörgy és Jászfényszaru települések lettek a bérlői. Ekkor a községet Jászkarának nevezték, Jenő teljesen különálló terület volt. A község 1856-tól kezdett benépesülni, római katolikus plébániája 1863-ban alakult. Ekkoriban a még a növénytermesztéssel és állattartással foglalkozó jászok csak tavasztól őszig tartózkodtak Karán. Az 1876 évi XXXIII. törvénycikk Pest vármegyéhez csatolta, majd 1877-ben vásár-szabadalmat is nyert.
A 20. század elején Pest-Pilis-Solt-Kiskun vármegye Abonyi járásához tartozott.
1910-ben 6380 lakosából 6376 magyar volt. Ebből 5758 római katolikus, 472 református, 135 izraelita volt.
Ide tartozott Alsókara, Felsőkara és Jenő puszta is.
Borovszky Samu 1900-as évek eleji leírása szerint a felsőkarai határrészen, a harangosi temető területén a 20. század elején még egy ősi épület terméskő-romjai, határban pedig több kunhalom is látható volt, Tetővár nevű dűlője pedig egy egykori földvár emlékét őrzi.

## Közélete

### Polgármesterei
- 1990–1994: Heimann Gyula (független)[3]
- 1994–1998: Heimann Gyula (független)[4]
- 1998–2002: Heimann Gyula (független)[5]
- 2002–2006: Heimann Gyula (független)[6]
- 2006–2010: Palya István Kálmán (független)[7]
- 2010–2014: Palya István Kálmán (Fidesz)[8]
- 2014–2019: Palya István Kálmán (Fidesz-KDNP)[9]
- 2019–2024: Palya István Kálmán (Fidesz-KDNP)[10]
- 2024– : Palya István Kálmán (Fidesz-KDNP)[1]

## Népesség
A település népességének változása:
| Lakosok száma | 2724 | 2723 | 2613 | 2538 | 2566 | 2514 | 2492 |
|               | 2013 | 2014 | 2018 | 2021 | 2022 | 2023 | 2024 |

A 2011-es népszámlálás során a lakosok 82,3%-a magyarnak, 7,8% cigánynak, 0,2% lengyelnek, 0,5% németnek, 0,3% románnak mondta magát (17,1% nem nyilatkozott; a kettős identitások miatt a végösszeg nagyobb lehet 100%-nál). A vallási megoszlás a következő volt: római katolikus 56,7%, református 5,7%, felekezeten kívüli 9,1% (27,7% nem nyilatkozott).
2022-ben a lakosság 90,4%-a vallotta magát magyarnak, 5,2% cigánynak, 0,3% németnek, 0,2% lengyelnek, 0,1-0,1% szlováknak, ukránnak és románnak, 2,5% egyéb, nem hazai nemzetiségűnek (8,8% nem nyilatkozott; a kettős identitások miatt a végösszeg nagyobb lehet 100%-nál). Vallásuk szerint 44,4% volt római katolikus, 4,9% református, 0,2% evangélikus, 0,2% görög katolikus, 1,2% egyéb keresztény, 0,7% egyéb katolikus, 13,1% felekezeten kívüli (35,2% nem válaszolt).

## Nevezetességei
- Római katolikus temploma - neogótikus stílusban épült Római Katolikus templom 1894-re épült fel, melyet Nagyboldogasszony tiszteletére szenteltek fel.

A templom hossza 47 méter, legnagyobb szélessége 21 méter, belső magasság 18 méter, a torony magassága 68 méter.
- Református temploma - 1899-ben épült.
- Kopjafa és Árpád-kori temető: Kultúrtörténeti érdekesség a falu határában található feltáratlan Árpád-kori temető, amely a korabeli források szerint végső nyughelye az Arany János által megénekelt „Vén Gulyásnak” is. Emléküket Fazekas Béla helyi fafaragó által készített kopjafa őrzi.
- Ragadozó madár: A római katolikus templom mögött, a polgármesteri hivatal mellett, Illyés Antal szobrászművész alkotása, a „Ragadozó madár” áll, mely a vándorló pásztornépek megtelepedését, otthonra találását szimbolizálja.

## Oktatás
- Napköziotthonos Óvoda
- Gróf Széchenyi István Általános Iskola

## Híres emberek
- Itt él és dolgozik Dombóvári István humorista.
- Itt született Lukáts Kató grafikusművész, könyvillusztrátor. (Legismertebb művei: Gőgös Gúnár Gedeon; Ablak-Zsiráf)

## Közművelődés
- Petőfi Művelődési Ház és Könyvtár
- Jászkarajenői Pózolj Tehénnel Verseny

## Testvérvárosa
- Tusnádfürdő, Székelyföld
- Jászfényszaru
- Jászalsószentgyörgy